# Eugryllacris fallax
Eugryllacris fallax är en insektsart som beskrevs av Liu, Xiangwei 1999. Eugryllacris fallax ingår i släktet Eugryllacris och familjen Gryllacrididae. Inga underarter finns listade i Catalogue of Life.